# Krasnogvardejskaja
Krasnogvardejskaja (ryska: Красногварде́йская, Röda gardet) är en tunnelbanestation på Zamoskvoretskajalinjen i Moskvas tunnelbana.
Stationen öppnades den 7 september 1985 och var södra slutstationen för linjen fram tills den 24 december 2012 då linjen förlängdes till Alma-Atinskaja. 
Krasnogvardejskaja är en envalvsstation med kassettak. Väggarna är klädda med röd marmor. Stationens tema, i vilket bland annat glasmålningar av L. Berlin ingår, är Röda gardet i Moskva 1917.

## Byte
Den 2 december 2011 öppnade en gångpassage till den på samma dag invigda stationen Ziablikovo på Ljublinsko-Dmitrovskaja-linjen.

## Galleri

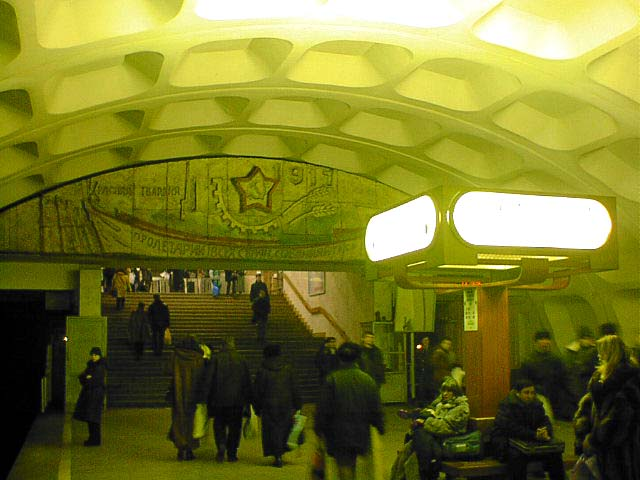
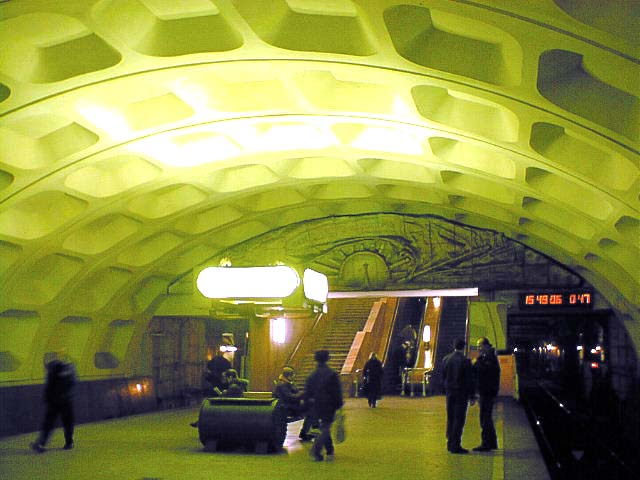